# Gavín

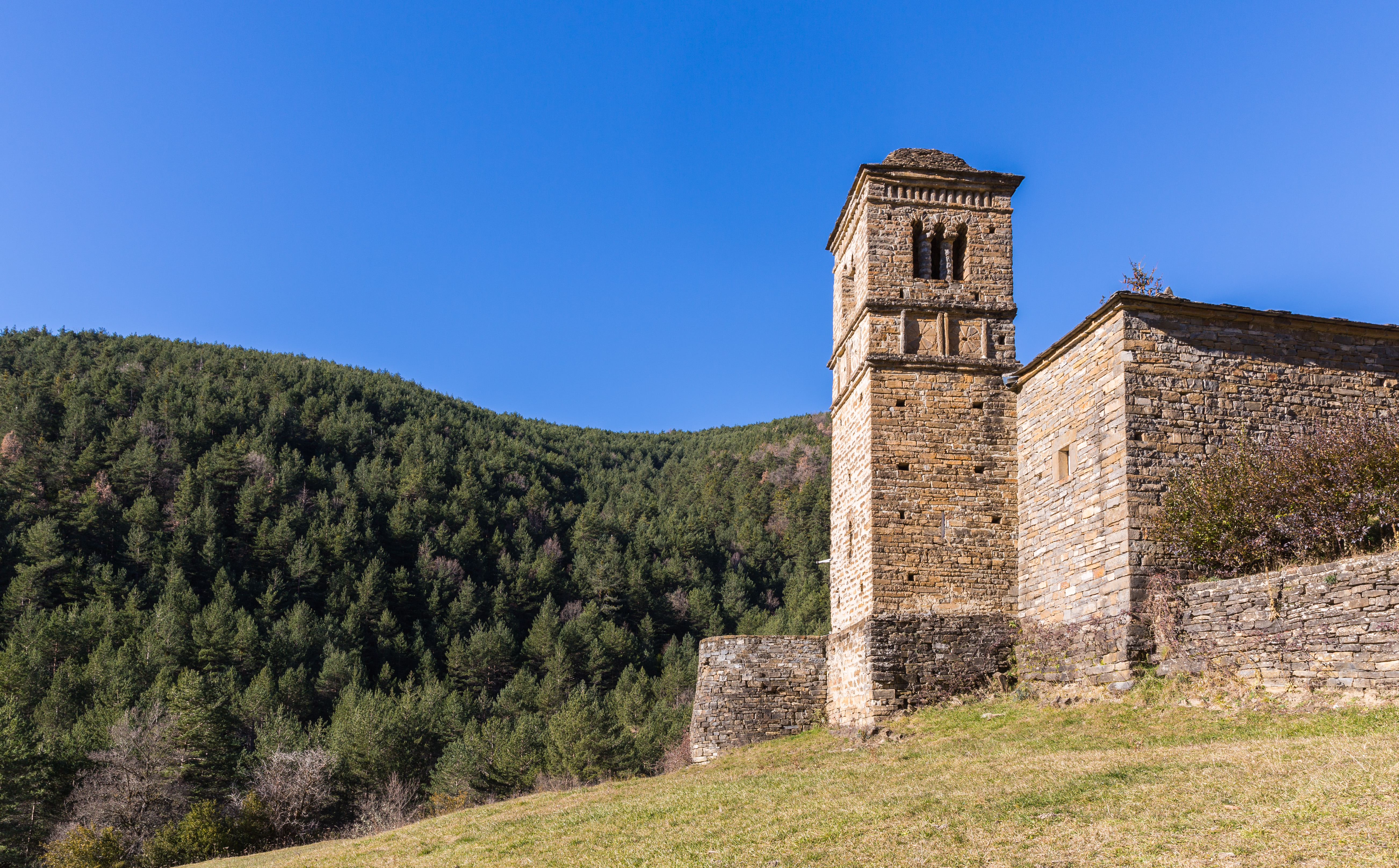
Kościół San Bartolomé (św. Bartłomieja) w Gavín

Gavín (arag. Gabín) – miejscowość w Hiszpanii, w Aragonii, w prowincji Huesca, w comarce Alto Gállego, w gminie Biescas, 75 km od miasta Huesca.
Według danych INE z 1991 roku miejscowość zamieszkiwało 85 osób. Wysokość bezwzględna miejscowości jest równa 974 metry. Kod pocztowy do miejscowości to 22639.